# Mah Li Lian
Mah Li Lian (* 1968 oder 1969) ist eine ehemalige singapurische Squashspielerin.

## Karriere
Mah Li Lian spielte von Ende der 1980er- bis Mitte der 1990er-Jahre auf der WSA World Tour. Mit der singapurischen Nationalmannschaft nahm sie unter anderem 1990, 1992 und 1994 an der Weltmeisterschaft teil. 1990 und 1992 stand sie auch im Hauptfeld der Weltmeisterschaft im Einzel und erzielte 1990 mit dem Erreichen der dritten Runde ihr bestes Resultat. Von 1988 bis 1994 wurde sie viermal in Folge Asienmeisterin und gewann in dieser Zeit auch dreimal den Titel mit der Mannschaft. Bei Asienspielen sicherte sie sich 1998 die Bronzemedaille. Außerdem gehörte sie zum singapurischen Kader bei den Commonwealth Games 1998.

## Erfolge
- Asienmeisterin: 4 Titel (1988, 1990, 1992, 1994)
- Asienmeisterin mit der Mannschaft: 3 Titel (1988, 1990, 1994)
- Asienspiele: 1 × Bronze (Einzel 1998)